# Fáj

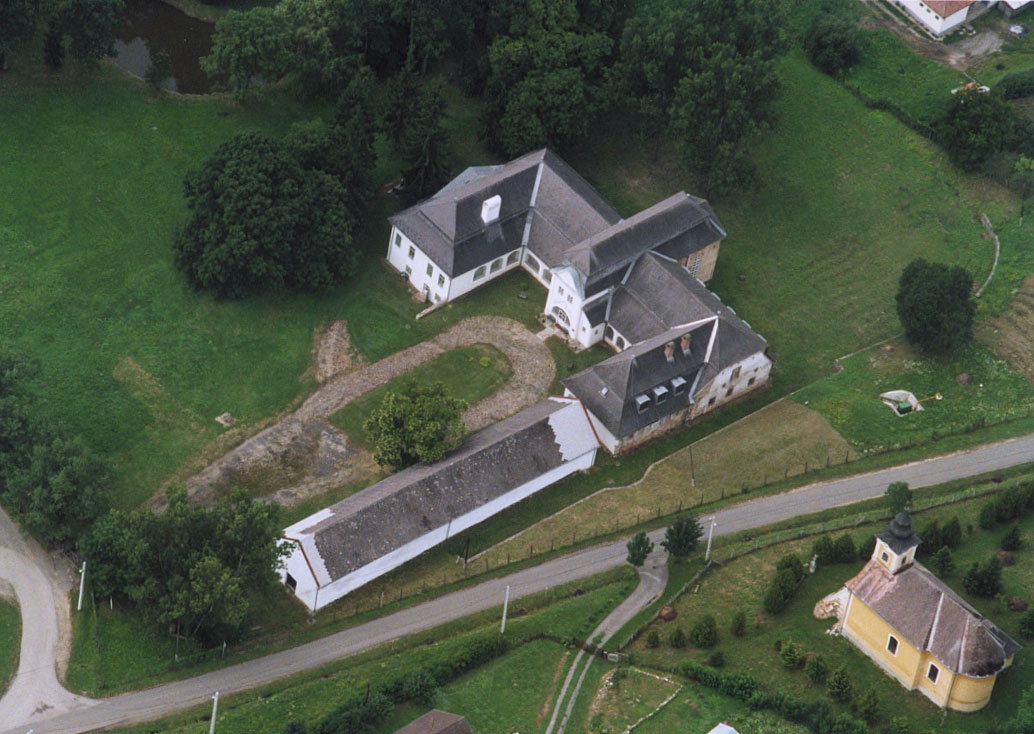
Fáj, Fáy-kastély

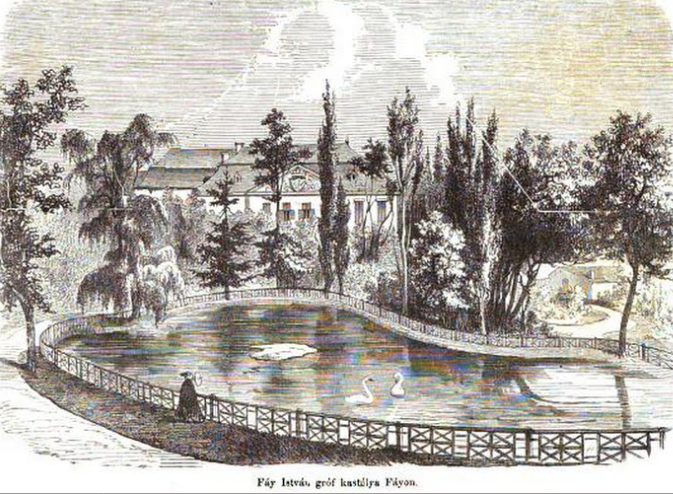
A kastély környezete (1860)

Fáj község Borsod-Abaúj-Zemplén vármegyében, az Encsi járásban.

## Fekvése
Miskolctól közúton 50 kilométerre északkeletre fekszik, a Cserehát északi részében, nem messze a szlovák határtól, a Fáji-patak völgyében. Nem tekinthető teljes mértékben zsáktelepülésnek, mert észak és dél felől is vezet út a településre, de a távolabbi vidékekről érkezők csak a Szalaszend és Fulókércs közötti 2626-os útból kiágazó 26 146-os úton juthatnak el ide. Az út még Litka községig vezet tovább, utóbbi már egyértelműen zsákfalu.

## Története

### Középkor
A falu neve a magyar fa szó i képzős származéka, jelentése: erdei.
Eredetileg királyi várföld volt. Első említése 1243-ból származik. Egy évvel azután, hogy a mongolok elhagyták az országot IV. Béla király egy testvérpárnak, Donnnak és Barnabásnak adta Fáj földet, mert a tatár háború idején életük kockáztatásával megmentették a királyt, mivel átengedték neki lovaikat. A föld szó ekkortájt falut jelentett. Az adományozó oklevélben Fáj keleti határait is leírták. Keletről Kécs és Szebenye – a mai Fulókércs és az ahhoz tartozó Szebenye puszta – délről Papi határolták. Észak felől Csenyéte volt szomszéd település, majd a Rosszaszó völgye választotta el Günter földjétől – a mai Litkától – és Szemerétől. 1333-ban Fancsalt is szomszédjának nevezték. 1264-ben István ifjabb király, a későbbi V. István király a magát különféle hadjáratokban és követségekben kitüntető Csete fia Aladárnak adta Fájt Kéccsel és Szenddel – a mai Szalaszend részével – együtt. Az adomány valójában csere volt: Aladár visszaadta az ifjabb királynak a korábban tőle kapott Bereg vármegyei Szentmiklóst és Szolyvát. Ezeknek az adományoknak köszönhetően Aladár egy komoly abaúji uradalom birtokosa lett, amelyet minden bizonnyal Forróból irányítottak, családja pedig idővel felvette a Forrói nevet. A Fejér vármegyéből elszármazott Aladár korábban IV. Béla szolgálatában állt, és három évig „Görögországban” tartózkodott, mint a király követe, később a herceg illetve felesége szolgálatába állott. Ő volt az, aki Istvánnak hírül vitte fia, László herceg, a későbbi IV. (Kun) László születését. Az adományt az tette lehetővé, hogy IV. Béla király idősebbik fia, István herceg 1260 óta Erdély és Kelet-Magyarország egy részének, többek közt Abaúj vármegyének lett az ura, majd 1262 végén felvette az ifjabb királyi címet és hatalmát egészen a Dunáig kiterjesztette. István ifjabb király megsemmisítette apja adományait, a birtokokat elvette korábbi uraiktól, Fájt Dontól, és Aladárnak adta. Az egykori királyi birtoklás maradványai még egy évtizedig fennmaradtak, mert az abaúji ispánok továbbra is ítélkezni próbáltak az itt élő lakosok fölött. 1275-ben Kun László király megtiltotta az ispánnak, hogy az Aladár birtokain, többek közt Fájon élő népek fölött bíráskodjék. A falu az 1270-es évek második felében rövid időre a Kécsiek kezére került. Aladár ugyanis, vagy egy embere meggyilkolta az egyik Kécsit, és amíg a vérdíját 1279-ben ki nem fizette, Fájt a Kécsi nemesek lefoglalva tartották. A Forrói család birtoklása mintegy hatvan évig tartott. Még az 1320-as évek elején elveszítették Fájt, a falu pedig a magát Fájinak nevező család birtokába jutott, és maradt is évszázadokig. 1324-ben már a Fájiak jószága volt a település. A család az újkorban Fáynak írta a nevét. A Fáy család hagyománya szerint ők a birtokszerző Don és Barnabás leszármazó lennének. A család tagjai rendszeresen szerepeltek a középkori Abaúj vármegye közéletében, birtokaik máshol is voltak, pl. az Abaúj vármegyei Szedlecen.
1358-ban a Devecserről (a mai Ababújdevecserről) Fájba tartó útról értesülünk. A Fájt Litkával összekötő utat Bélútnak nevezeték. Csenyéte felé eső részén szántó, kaszáló és makkos erdő terült el 1438-ban. A fájiaknak a szokásos határhasználati vitái voltak a szomszédos falvak lakóival: a papiakkal, a litkaikkal, a csenyéteiekkel. A 15. század második felében friss irtással létrehozott szántóföldek feküdtek a Litkaszeg nevű részen, és Meggyesnek hívták az egyik szántóföldi művelésre fogott részt. Irtással alakítottak ki egy legelőt is. Ugyanekkor volt a falunak szőlőhegye. A Kígyósvölgye völgyben keletről és nyugatról szántók helyezkedtek el. 1427-ben a kamara haszna nevű királyi adó szedői öt paraszti telek után hajtották be az adót. A falu birtokosa Fáji Simon volt, a település Abaúj vármegyének a Hernádtól nyugatra fekvő járásába volt beosztva.
A falu – akárcsak Fancsal és Devecser, a mai Abaújdevecser – a forrói egyházhoz tartozott. 1275-ben Fáj tizedeit is az egri káptalan kapta meg az egri püspöktől. Mivel Fájt évtizedekkel később sem írták össze önálló tizedfizetőként, egyháza bizonyára a forrói plébánia leányegyháza volt.
A középkori Fáj jóval kisebb volt a mainál, dél-délnyugat felé ugyanis Papi terült el, amely a 16. századi oszmán háborúk során néptelenedett el, és olvadt be Fájba. A 18–19. században ezen a területen feküdt a Fájhoz közelebbi Felső- és a távolabbi Asópapi puszta. Papi egykori lakott részét a múlt század nyolcvanas évek terepbejárása során nem sikerült megtalálni, pedig évszázadokon keresztül folyamatosan lakott hely volt. Fáj és Papi középkori határai tökéletesen kijelölik a mai Fáj határát, azok tehát nem változtak. A Papi név papi birtokot jelent, és már a 15. század elején egykori papi birtokossal magyarázták a nevét. Valójában azonban a falu egész ismert története során nemesi családok birtokolták. Birtokosa az a család volt, amelyik a falu után a Papi nevet viselte, és melynek tagjai az Abaúj vármegyei közélet gyakori résztvevői voltak. A 15. században szereztek itt birtokrészt a Fügödiek és Gönyüiek is, miként a Papiaknak is voltak, valószínűleg házasságból származó, kisebb birtokaik máshol, pl. Gadnán.
Első említése 1243-ből, Fáj adományleveléből származik, amikor Fáj déli szomszédosaként említették. Ennél korábbi történetére is maradtak fenn azonban adatok. 1327-ben a Papi család néhány több tagja is azt állította, hogy a tatárjárás során a papi Szent Péter templomot a mongolok felégették, és ekkor a helyi nemesek ott őrzött oklevelei is elpusztultak. A Papiak nem ősidőktől fogva, hanem királyi adománynak köszönhetően szerezték meg e helyet. Talán az ide valósi Papi családból származott az az Écs nevű birtokos, aki a Sáros vármegyei Toboly várát a tatárok ellen védte, és ezért 1249-ben a királytól Sáros vármegyében birtokot kapott. A közeli falvak határainak megállapításakor többször említették. 1259-ben Szend – a mai Szalaszend –, 1333-ban Fancsal, 1356-ban Kéty – a mai Baktakék része – határosaként beszéltek róla. 1260-ban a Papira vezető nagy útról írtak, mint Radvány – a mai Pusztaradvány – egyik határáról.
A papi nemesek többször is megosztoztak – ahogy akkor mondták, osztályt tettek – a falubeli birtokrészeiken. Ezekkel az osztozkodásokkal különböző méretű birtokrészek jöttek létre. A nemesek és a parasztok vegyesen lakták a falut. Az 1327-es osztály során 12 királyi hold – kb. 18 katasztrális hold – jutott az egyik félnek a falu nyugati részén az Alsógagy és Csenyéte valamint a Gagyról Papiba vezető út között. E birtokrész nyugati határa egy árok volt, amely a Fehérnyár nevű rész felé esett. Az árok a Vasonca-patak keleti mellékvize, melyet még a 19. század közepén is Papi-árokként jeleztek a kataszteri térképen. Erre a felosztásra rendszeresen hivatkoztak a családtagok közti, évtizedekig tartó perek során. Az, hogy a falu határában lett volna egy Fehérvár nevű várhely, tévedés, amely a Fehérnyár rossz olvasatából keletkezett. Egy 1356-ban történt újabb felosztásból tudjuk meg, hogy a nemeseknek saját kúriáik voltak a faluban. A település határának Fáj felé eső részén a szántókon és erdőkön kívül szőlők, vagy legalábbis szőlő művelésére alkalmas helyek voltak, a Gagy és Kéty felé néző részen szántók, rétek és erdők feküdtek. A birtokrész megosztásának viszonyítási pontja ekkor és később is a Szent Péter templom volt. A nemesek közösen csak jelentéktelen földeket használtak. A házak mögött eresztvény erdő – azaz tűzifa vágására alkalmas, karvastagságnyira sarjasztott erdő – és bozótos következett. 1414-ben egy per során két földdarabot próbáltak meg elhatárolni. Az egyiket háromnegyed, a másikat egy királyi ekealj nagyságúra becsülték, azaz kataszteri mértékben 165 és 220 holdra. A falu végén levő egyik kertben diófa állott, ahonnan nem messze erdő kezdődött. A kisebbik föld egészen a fancsali és a kétyi határig tartott. A nagyobbik határa a Kétyhegyte, azaz Kétyhegytető domb és a Csenyéte felől folyó patak volt, ahonnan egy nyíllövésnyit kellett menni a szántókon keresztül, hogy elérjék a Csenyétéről Alsógagyra vezető utat, amely a birtokrész és egyben a falu határa is volt. Ugyanennek a két földnek a határait két évvel később még pontosabban leírták. Fancsal felé szántók, egy nagy erdő, majd egy eresztvény erdő  feküdt, meg egy Imolafő nevű csipkebokros hely. Itt haladt az úgynevezett nagy út és a vásárút. A Papin keresztül folyó patakot Forró-pataknak hívták. Ezúttal terület nagyságának becslése elért az korábbitól. 1419-ben újfent e földek kapcsán írtak a Gelgényesmező, Réthegy, Cseresznyéshát nevű külterületi részekről. 1427-ben az alsógagyiak ráhajtották állataikat a szomszédos papi földekre, ahol a legelőnek használt, pihenő parlagot lelegeltették. 1427-ben a kamara hasznának nevezett királyi adó címén 11 paraszti telket adóztattak meg. Az adószedők Papi Pétert tüntették fel birtokosként, de a bizonyára mások jobbágyai is szerepeltek az adófizetők között. A falu Abaúj vármegyének a Hernádtól nyugatra fekvő járásába volt beosztva.
Papi már a tatárjárás előtt plébánia volt. Miklós nevű papja 1332-ben 19, 1333-ban 16,1334-ben és 1335-ben pedig nyolc-nyolc garast fizetett a pápai tizedszedőknek. A plébánia titulusa Szent Péter volt.

### Kora újkor
Fáj falu a kora újkorban is a Fáy család birtoka maradt, a református vallásra áttért tagjainál a 16. században állandósult a fáji Fáy nemesi név viselése. A családnak egyszerre több tagja és ága nemcsak részbirtokos volt Fájban, hanem rezidenciáját is itt rendezte be, a 16. századtól egyszerre több nemesi udvarház is állt a jobbágyi otthonok között. 1573-ban egy birtokba iktatási iratban Fáj település birtokos nemeseit is felsorolják: Fáy Anna (akit prókátora, Daróczi Mihály képvisel), Fáy László, Fáy György, Fáy Benedek, Fáy János, néhai Figedy Máté fia: Péter és ennek fia: Figedy Pál, de az iktatásnál jelen van Fáy László jobbágya: Gál Ágoston és Figedy Péter jobbágya: Tót János is.
Egyéb család csak házassági, rokoni kapcsolatok révén, vagy különleges esetben került be a földesurak közé, a falu megmaradt a Fáy-családtagok birtokosi közösségének joghatósága alatt, kivéve, ha a családtagok elidegenítették porciójukat. Ez történt a 16. század közepén is, amikor Fáy János a falu egy részét zálogba vetette a Csereháton birtokos Szendi (Szendy) család egyik tagjának, az 1540–1548 között abaúji alispánságot viselt Szendi Pálnak, de 1564-ben, amikor az ügylet eredeti szereplői már nem éltek, Fáy András perli a birtok miatt Szendi Pál fiait: Zorárdot, Mátyást, Jánost és Györgyöt. A Szendi család, amelynek egyik ága 15. századi ősük, Szendi Ernye miatt Ernyeinek is nevezte magát, sajátjaként tekintette a fáji birtokrészt, ezért kobozhatta el az uralkodó, felségárulás bűne miatt, 1557-ben a három Szendi másként Ernyey nevű testvértől (Zorárd, Mátyás, János) Felsőszend, Korlátfalva, Fáj és Homrogd csereháti falvakban bírt porcióikat. A konfiskált birtokrészeket I. Ferdinánd híveinek adományozta, egyrészt a szebeni származású Strawz Jeromosnak, aki 1557–1559 között a királyi kancellária titkára volt, és számos egyéb birtokost is nyert a királytól, a másik adományos Choltay (máshol nagycsoltói Kis) Pál, regéci udvarbíró, a forrói (ekkor) királyi uradalom tiszttartója. Az adományosok feltehetően nem sokáig birtokoltak, a későbbiekben nem tűnik fel nevük Fájjal kapcsolatban. Fáj birtokosai közé házasság révén került be fáji Fuló Balázs abaúji táblabíró (1564), Fuló Imre abaúji szolgabíró fia, aki másodszorra Fáy Potentiánát vette feleségül.

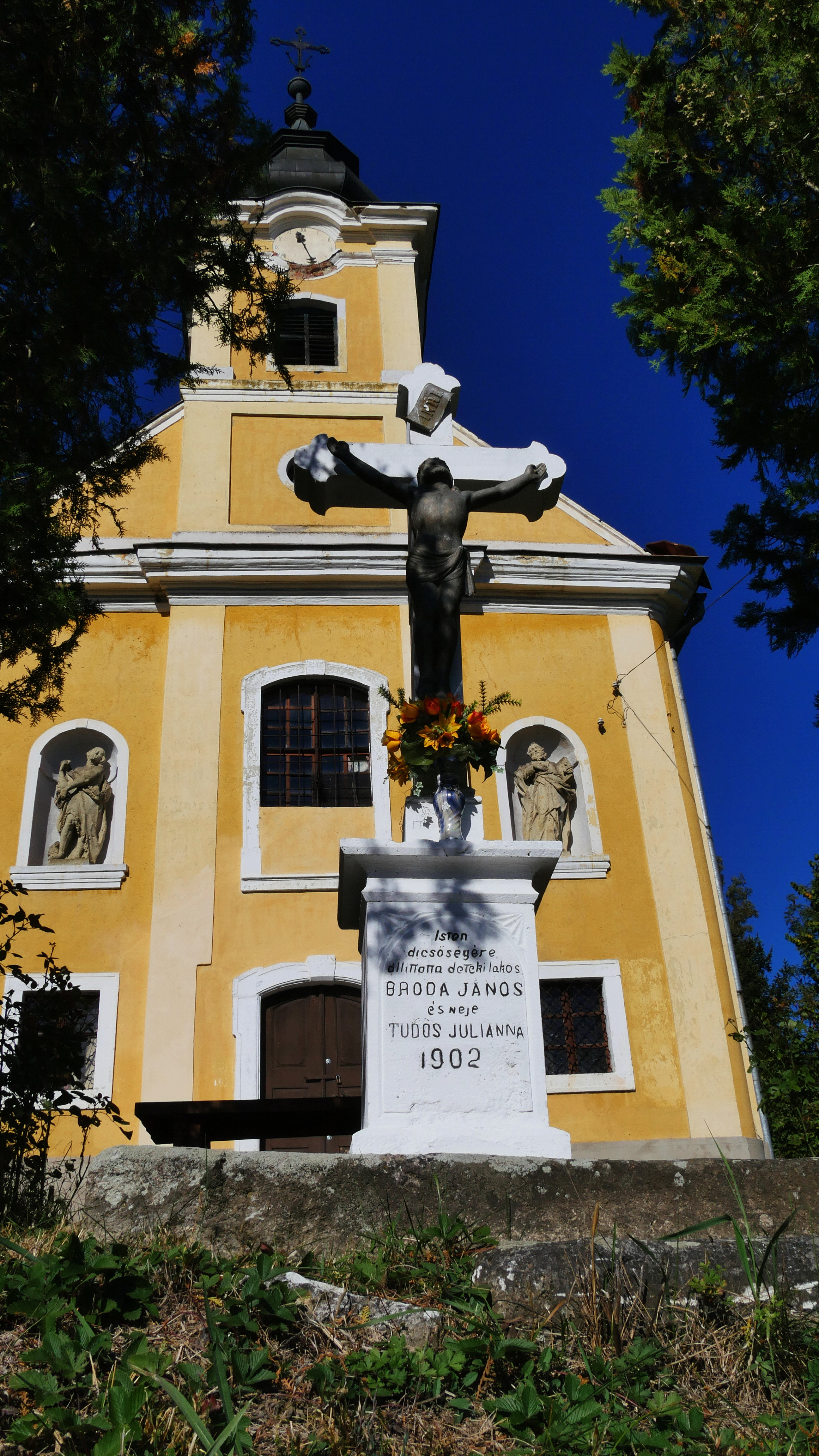
Szentháromság római katolikus templom

A régió számos birtokos famíliájával rokoni kapcsolatot építő Fáy család több tagja azonban a 17. század végéig, és tovább is, Fáj földesura és Abaúj vármegye nemesi közösségének fontos tagja, tisztviselője lesz, sőt a vármegyén kívül is karriert épít. Fáy István (†1616 k.) 1598-ban Abaúj vármegye országgyűlési követe, majd a 17. század legelején a királyt képviseli Konstantinápolyban, 1600–1602 között felső-magyarországi hadbíró. Kinizsi Dorottyától született négy fia közül az egyik, Fáy Péter szintén eljut Konstantinápolyba 1620-ban, itt azonban egy halálos végű kocsmai verekedés miatt kivégzik. Az oszmán fővárosban írt végrendeletében fáji családjához szól: „Én Fay Péter teszek illyen emlékezetet magam felől, mivelhogy az Úr Isten énnekem az én régi bűneimért itt, Constantinapoliban létemben rendelte halálomat, mert boritalomkor illyen szerencsétlenség esött rajtam, hogy egy törököt találék öszveveszésből levágni, az mely török halálát kezemben kapták, noha megfutamodtam vala, és ugyan talán el is szabadulhattam volna. De meggondolván azt, hogy Magyarországnak követivel vagyok, és nem akarhattam mind országomra, nemzetemre és az ország követire olly gyalázatot hozván, melyvel holtom után is gyalázatra hírt hattam volna, hanem magam jó akaratjából kezekben jöttem, és fejemet halál eliben hoztam.” A testamentumban otthon maradt fivérei (Benedek, György, Mihály) mellett feleségéről, sőt apósáról, Czeke Jánosról is megemlékezik, a keleten vett értékes ajándékokat hazaküldi nekik, de szolgáit is jutalmazni rendeli. Fáy István (†1616 k.) második házasságából származó fiának, a Hubay Katalintól született ifj. Fáy Istvánnak (†1639) is a fáji birtokközpontban van udvarháza, itt írja meg végrendeletét nem sokkal halála előtt, 1638-ban az erdélyi birtokos, illetve a csetneki uradalom ura, Alia Sámuel küküllői főispán, Lorántffy Zsuzsanna fejedelemasszony húgának, Katalinnak a férje. Ifj. Fáy István felesége, ecsédi Reőthy Katalin (†1666) férje halála után is gyakran tartózkodik fáji udvarházukban.
1641-ben ifj. Fáy Istvánnak és fivérének, Benedeknek már csak özvegyeik birtokosok Fájban, mellettük Pongrácz Kristófot is említik jobbágyai. Szentmiklósi Pongrácz Kristóf tekintélyes abaúji nemesi, vármegyei tisztviselő, akit 1642-ben országgyűlési követnek is megválasztanak az abaúji nemesek, 1653–1657 között abaúji alispán. A Fáyak több jogon is birtokosok Fájban, egyrészt az ősiség, másrészt szerzett birtokaik alapján. Ifj. Fáy István (†1639) fia, Fáy László (†1690) fáji jószága is ősiségből és szerzett jószágból áll 1670 körül, az ősi örökséghez tartoznak egyrészt szabad menetelű jobbágyok (Szabó András, Nagy Jakab, Szőlősi Pál, Szalókai-Varga Mátyás, Veres György) és örökös jobbágyok (Dropán Márton és fia, István, Ugri Mihály, Varga János és Varga Marci, Finta Ambrus és fia). Vannak puszta jobbágytelkei is (egykori lakóik: Vak Pál, Oláh Tamás, Kocsis András, Kocsis Mátyás); másrészt nemesi ingatlanok: a Fáy Mihálytól maradt, ekkor már puszta udvarház földekkel, kaszálókkal; másrészt a Fáy Gábortól örökölt ép kúria fele része, majorsággal. A puszta udvarház másik fele már szerzett jószág, ugyanis Fáy László anyja, Rőthy Katalin vásárolta meg férje rokonától, Fáy Mihálytól, de vettek birtokrészt Fáy Pétertől is.
A fáji urak, hasonlóan számos felső-magyarországi protestáns nemeshez, a rendi ellenállásban is tevékenyen részt vállalnak, a Wesselényi-féle szervezkedésben való részvételük miatt Fáy István (†1616 k.) hadbíró unokáinak (Fáy István abaúji táblabíró és neje, Reőthy Katalin fiainak): Lászlónak (†1690 körül) és Istvánnak (†1710) birtokait, köztük fáji jószágukat is, elkobozzák, Fáy László több évre börtönbe is kerül. Fáy László mérai kastélyában él, Fáy István viszont családjával fáji udvarházában rendezi be nemesi rezidenciáját. Fáy István idős korában, 1704-ben csatlakozott a Rákóczi-szabadságharchoz és Murány várának kapitánya lett, a Rákóczi-féle szabadságharc után több birtokát, elkoboztak, és a szendrői királyi uradalomhoz csatolták. Bár a birtokok egy része visszakerült a Fáyakhoz, a 17. század végétől a kamara is részbirtokos lesz a fáji nemesi jószágokban.
Fáj 1641-től egy másik, idegen államhatalom és egy másik, idegen földesúr joghatósága alá kerül. 1640-ben ugyanis bekövetkezett a falu és a régió történetében a török kor legsúlyosabb tragédiája: az oszmán katonák hódoltató kegyetlenkedése ugyanis Fájt is az oszmán hatalom, az egri törökök joghatósága alá kényszerítette. 1640-ben az Abaúj vármegye jegyzőkönyvébe bejegyzett korabeli tanúvallomás szerint a törökök „nagy kegyetlenül rablották Felső-, Alsó-Gagyot, Kércset és Baktát, iszonyú égetéseket tevén, amely helyekből keresztény atyánkfiai közül kiket levágott, kiket megégetett, kiket kegyetlenül rabságra vittek, összességgel teszen hétszázig, mely kegyetlen rablások miatt kényszerítettek meghódolni Alsógagy, Bakta, Beret és Detek”. A szomszédos csereháti falvakkal együtt Fáj is így került török uralom alá, amely egyszerre jelentette a szultáni, azaz oszmán állami hatalmat és a török földesurat. A falu ettől kezdve a Hódoltság peremvidékének azon helységei közé tartozott egészen Eger 1687. évi törökök alóli felszabadításáig, amelyek kettős adózás alá estek, azaz a Magyar Királyság és a magyar földesurak mellett a törökök is adóval és járulékokkal terhelték őket. Fáj meghódolásáról maguk a helyi jobbágyok vallottak a vármegyei vizsgálat során 1641-ben: „Fájban lakozók, Oláh János főbíró, Fáy Benedekné asszonyom jobbágya, 45 esztendős, Finta Márton, Fáy Istvánné asszonyom jobbágya, 50 esztendős, Györfi Miklós, Pongrácz Kristóf uram jobbágya, 55 esztendős, így vallanak: Látván gagyiaknak és egyéb szomszéd falubelieknek az pogány ellenség miatt való isszonyú raboltatásokat, égettetéseket és Czizmo nevű török is Egerből való sok rendbeli reájok való írását, rettenetes fenyegetését, kénytelen meg kellett hódolniok, egy embert, közülök valót, is az mezőben levágott, az mészárost. Czizmónak summáltak meg 30 Ft-ban, 10 icce vajban; basa ajándéka 7 Ft, az hívő levélért 6 Ft, császár adója 6 Ft, három sing karassia posztó, 1 tallért vont az napokban is rajtok. Soha nem hódoltak sehová való véghelyeken.” A tanúvallomás szerint az egri törökök 1640. évi gagyvölgyi pusztítása adta meg a végső lökést a fájiaknak, hogy meghódoljanak új földesuruknak, egy Csizmo nevű török katonának, aki már korábban többször is próbálta őket hatalma alá hajtani. A fájiak az oszmán állami (szultáni) adót évi 6 Ft-tal váltották meg, török földesuruknak summásan, azaz közösen 30 Ft-ot és 10 icce vajat adtak jobbágyi járandóságként, de még a hitlevél, azaz szerződés, amellyel meghódoltak oszmán uruknak, kiállítását is velük fizettette meg az egri földesúr.
Fáj a 16–17. században kitűnik a csereháti falvak közül, lakosai, bár földesúri joghatóság alatt álltak, sem az állami – dikális vagy portális néven ismert – adó jegyzékeiben, sem a dézsmalistákon nem szerepelnek, nem fizették sem a királyi adót, sem – a török korban a kamara által bérelt és királydézsmának nevezett – egyházi tizedet. Az adó- és dézsmamentességet tekintve Fáj a kisnemesi, kuriális falvakhoz hasonló, paraszti társadalma azonban jobbágyi jogállású, így nem tekinthető kuriális községnek, a jobbágyok mentessége sajátos jobbágy-földesúri viszonyt és tradíciót feltételez. Fáj egyetlen alkalommal, 1598-ban jelenik meg a portális jegyzékben, ekkor ugyanis a középkori eredetű porta mint adóegység helyett a ház lesz az adókivetés alapja. Az adórovók 23 háznyi adóalapot jegyeznek fel, ami Fáj a közepes termelőképességű és népességű korabeli falvak sorában helyezi el. 1599-ben Fájt is elpusztítják a Cserehátra betörő tatár csapatok, ráadásul a felső-magyarországi főkapitányságra frissen kinevezett Giorgio Basta (1550–1607) a tatár hadak ellen az abaúji Méra mellett vonja össze csapatait, s az itt felállított tábor királyi katonasága is hozzájárul a csereháti falvak kifosztásához. Falujuk felégetéséről maguk fáji jobbágyok vallanak az adószedőknek 1598–1599-ben. 1600-ban a tatár sereg és a királyi katonák pusztításai mellett még a pestis és az éhség is sújtja a felégetett csereháti településeket, köztük Fáj lakosságát, amely a 17. században sem tér vissza az adófizetésre. A 17. század első felében viszont új adózó népesség jelenik meg a fáji adólistán, a taxás nemesek, akik évi taxát fizetnek az állami adóba, amely 1624–1632 között összesítve évente 3 Ft-ot jelentett. 1635-ben név szerint is bejegyzik a fáji taxásokat, taxájukkal együtt: Szabó Pál (24 dénár), Mészáros Péter (1 Ft), Nagy Benedek (12 dénár), Vadász János (6 dénár), Varcha Jakab (6 dénár). 1648-ban 1 Ft 50 dénárral adóznak, a 17. század második feléből pedig nem maradtak fenn jegyzékek. Az 1624. évi szikszói és gagyi dézsmakerület jegyzékébe a dézsmaszedők azt jegyezték fel, hogy Beret, Kéty és Fáj a királyi adó alóli mentességük címén tagadják meg a dézsmát, és néhai földesurukhoz, nemzetes Fáy Istvánhoz fűződik Kéty és Fáj dézsmatagadásának eredete. Fáj jobbágyai taxás nemesi kiváltságaikat egykori földesuruk, Fáy István (†1616 k.) nevéhez kötik, vagyis a 17. század elején változott meg a fáji jobbágyok jogállása, és lettek taxások, ami itt egyfajta majorsági vagy kuriális jobbágyi státust jelentett. A török kiűzését követően, 1696-ban készült országos adóösszeírásban a falu kuriálisként szerepel, akárcsak a Rákóczi-szabadságharc idején, 1707-ben készült adólistán, amely egyébként 1/18 adóportára becsüli Fáj település adóképességét. Fájról az 1683. évi Abaúj vármegyei dézsmajegyzékben is az olvasható, hogy nem fizet dézsmát, mert a falu nemesi szabadsággal bír.
Fáj adózás és dézsmafizetés alól mentessé lett jobbágysága – a családi levéltárakon kívül – csak az elkobzott Fáy-birtokokról készült kamarai összeírásokban jelenik meg. 1675-ben, Fáy István (†1710) birtokainak konfiskálását követően, a kamara a fáji birtokrészt visszaszolgáltatta a rebellis Fáy és elhunyt második felesége, Szinyei Merse Borbála félárva gyermekeinek fenntartására. Az árvákat özvegy Szinyei Merse Kristófné Bárczay Ilona, Fáy István anyósa gyámsága alá helyezték. Ekkor a fáji jobbágyok nevét és állatvagyonát is feljegyezték: Tóth Mihály, Finta István (fiai: Istók, Jankó, Sipos Tamás), Győrfi János (fia: Istók), Felső-Varga György, Csodó János, Finta György (fia Marci), Kovács-Varga János (fiai: György, András), Pásztor András (fiai: János, András), Dezpani András (fia: Mikók), Béres András (fia: Mikók), Tót Pál (fiai: Istók, Géci, Mikók), Nemes-Varga György (fia: György), az elhagyott udvarházat és a majorságot – veteményes, gyümölcsös és csűrös kerteket, urasági szántóföldeket, amelyekbe akkor 40 kassai köböl őszi gabonát 28 köböl zabot vetettek el. Az allódiumhoz tartozott 4 kaszáló is, 5 öles szénaterméssel. Fáy László (†1690 k.) fáji jószágán 1672-ben 4 jobbágy gazdálkodik: Finta András (fiai: Márton 15, Jakab 3 éves), Tóth György ( házas fivérével, Istvánnal együtt él egy telken), Sipos György (fiai: Péter 15 éves, István 8 éves, György 5 éves és András 3 éves), valamint Nagy Jakab (fiai György, 15, János 10, Márton 5, Jakab 3 éves), Nagy Jakab, aki egyben a földesúr intézője is. A birtokrészen 2 zsellért is összeírtak (Ugri Mihály, Varga János). Az elkobzott birtokokról készült összeírások jelzik, hogy Fáj birtokosi, taxás nemesi, jobbágyi és zselléri jogállású népessége a török korban is megőrizte viszonylagos integritását. A rendi ellenállásban és a harcokban Fáj adózói is részt vettek, így 1668-ban Fájról 10 nem nemesi jogállású (jobbágy vagy taxás) személy (Nagy Jakab, Tóth István, Finta János, Szabó András, Pap István, Kardos István, Sóri Jakab, Szabó Dankó, Gáspár István, Vasszeg Pál) volt részese annak a rajtaütésnek, amelyet a „kurucok” a szomolnoki pénzszállítmány ellen követtek el, majd a zsákmányból is részesültek.
Fáj lakosai, urai, a borsodi és abaúji régió legtöbb településéhez hasonlóan, a 16. század második felében a reformáció hívei lettek. A falu egyháza az 1567. évi debreceni zsinaton a Helvét Hitvallást aláíró abaúji, más néven kassavölgyi református seniorátushoz (esperességhez) tartozott, amely a 16. század végén egyesült a tornai egyházakkal, és ettől kezdve abaúj-tornai egyházmegyeként működött. Fáj vallásos közössége, gyülekezete nem rendelkezett önálló egyházzal, a 16. század végéről és 17. század első évtizedeiből fennmaradt források mindig mint leányegyházat említik, ahová az anyaegyházból jár ki a református lelkész. Fáj a szomszédos, az újkorban elpusztult Papi falu református egyházához tartozott mint fília, Csenyétével és Kéttyel (ma: Baktakék) együtt, első ismert lelkészei Selyebi Balázs (1594) és Szatmári Tamás (1596). A 17. századi elején ismert lelkészek: Somodi János (1607) és Felsőbányai Pál (1610–1616), Fügedi P. János (1618), Forrai András (1620), Ónodi János (1622–1623), Hejcei Pál (1624–1625), Jánki Mihály (1627), Jánki István (1629). A lelkész Papi faluban lakott, ahol az uraság házhelyet biztosított neki, és külön a helyi iskolának. A lelkészi jövedelem az anyaegyházban és a fíliákban is megegyezett a 17. század elején, a saját ekével szántó jobbágyok egy (30 kévés) kalangya búzát fizettek évente, a „cimborás,”, azaz közösen szántó jobbágyok egy gabonakeresztet adtak. A „csépes vagy sarlós” hívek, azaz a szántófölddel nem rendelkező, kenyerüket aratással és csépléssel kereső zsellérek fél köböl szárazgabonával tartoztak. Az esketés díja 12 dénár volt, a temetésért ugyanennyit kért a lelkész. A keresztelés díj: egy kenyér, egy tyúk és az ún. komapénz az egyháznak, amelyből 1 dénár a lelkésznek járt. Az anyaegyház dézsmájából oktáva, azaz nyolcadrész maradt Papiban, ezt Fájban nem szolgáltatták. A tanítónak falvanként egy szapu búzát fizettek a hívek, de a földesúr is támogatta, a 17. század elején Fáy István 13 keresztet adott a tanítónak.
Bél Mátyás 1730-as évek elején készült és a 21. századig kéziratban maradt, Abaúj vármegyét latin nyelven leíró monográfiájában is Fáy családot nevezi meg Fáj falu korabeli birtokosainak, és dicséri a 18. század elején újratelepített helyi szőlőkből származó bort is: „Fáj falu ezzel a névvel a valóságban is egy rejtett völgyben fekszik, terjedelmes erdőkkel körülvéve, és arról nevezetes, hogy innen származik a Fáyak híres nemzetsége, a falu ma is ehhez a nemzetséghez tartozik örökségi jogon. Fekvésének kedvezőtlensége miatt gabonaföldjei terméketlenek, rétjei csekélyek. Egy sekély folyócska folyik rajta keresztül, vizét ivásra használják, de az idegenek alig tudják meginni kénes íze miatt, a falu lakosai azonban egészségesnek tartják, és ezért isszák. A sokáig művelés nélkül hagyott szőlőt 1723 körül kezdték ismét művelni, olyan terméssel, amely jobb minőségű, mint amilyen a híre, nem közönséges emberek asztalára is megfelel. Ez a szőlőültetvények déli fekvésének köszönhető.”

### 18. század
A község népességének egészéről a 18. század második felétől áll rendelkezésre megbízható adat. II. József népszámlálása volt az első olyan összeírás, amely a teljes lakosságra kiterjedt, és ennek adatai szerint 1785-ben Fáj honos népessége 268 fő volt. Ludovicus Nagy 1828-ban megjelent népességstatisztikai munkája szerint viszont ekkor már 363 főt tartottak nyilván a faluban, és ehhez áll közel Fényes Elek Geographiai szótárában található 341 fős adat is. A házak számában is ennek megfelelő arányú növekedés mutatkozik: II. József idején még 37, 1828-ban viszont már 47 házat jegyeztek fel az összeírók. Az 1828-as országos adóösszeírás idején 68 személy után kellett adót fizetni. Az 1772-1773-ban végbement úrbéri összeírás során 13 jobbágyot találtak a községben, továbbá 3-3 házas és házatlan zsellért. A későbbi évtizedekben az újabb telkek kialakítása valószínűleg nehezebbé válhatott, és ehelyett a zselléresedés folyamata indult meg, ugyanis a józsefi népszámlálás időszakában már 14 jobbágyra házas zsellér 38, házatlan zsellér pedig 7 jutott a faluban. Határát Vályi András első osztályúnak minősítette, és a „termékeny” és „jó” szavakkal jellemezte, továbbá hozzátette, hogy bort is termelnek helyben és a a piactól sem esik messze.

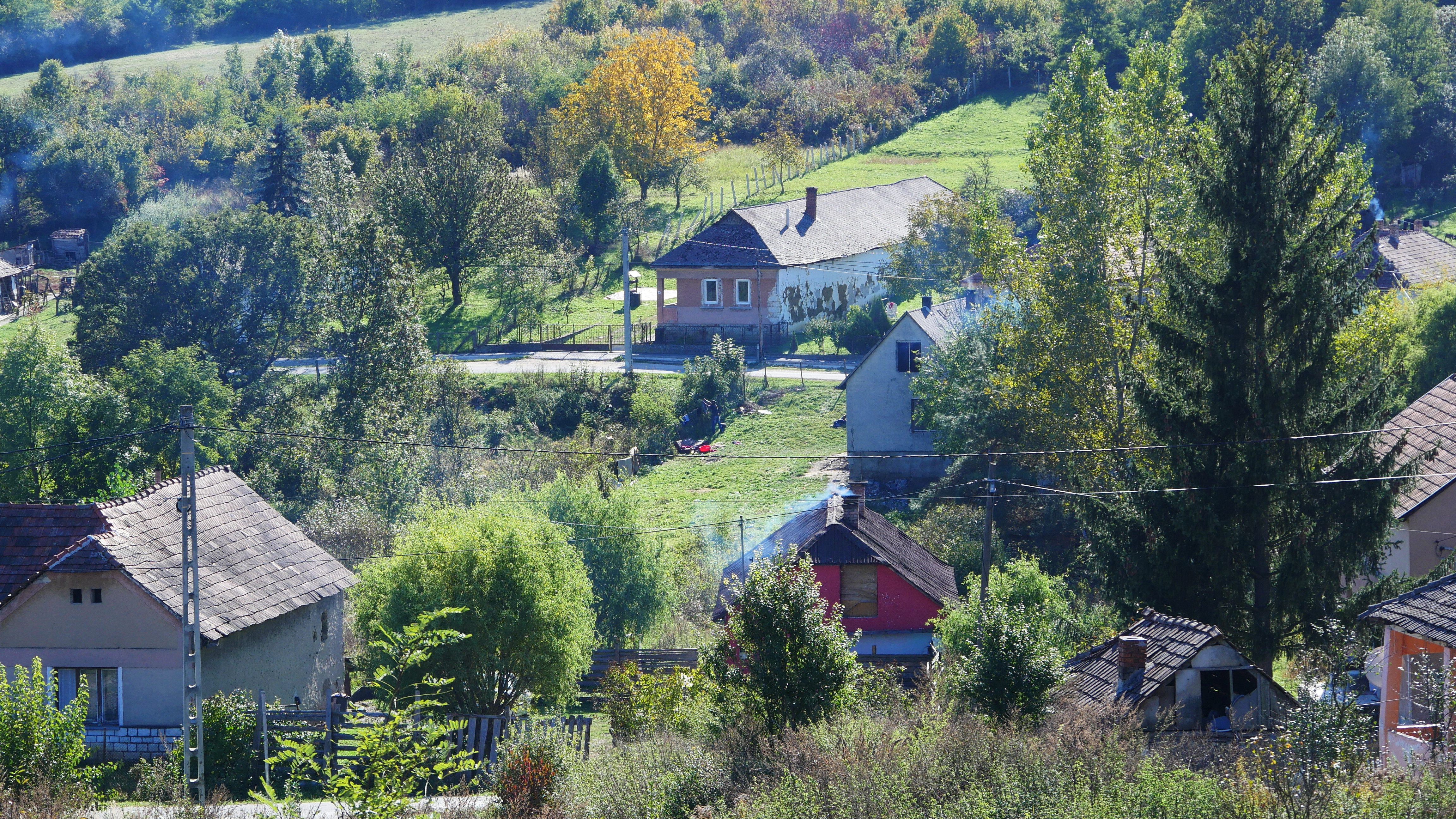
Utcarészlet népi lakóházakkal

A település keresztény lakosságának többsége katolikus volt (1828-ban 267 fő), ezen belül a nagy többség római katolikus (az 1850-ben rendelkezésre álló adat szerint 254, rajtuk kívül 8 görögkatolikust regisztráltak). Fájon protestánsok is éltek a korszakban: Vályi András és Ludovicus Nagy is említ a katolikuson kívül kálvinista egyházközséget, 1850-ben pedig 66 református és 2 evangélikus lakost mutatnak ki. Ellentmondásnak tűnik ehhez képest, hogy Nagy könyve egyáltalán nem tud semelyik protestáns egyházhoz tartozó helyi lakosról, ám ez valószínűleg téves adat, és talán a zsidó népességre közölt 96 főt tüntette fel rossz helyen. A településen ugyanis sem korábban, sem a 19. század közepén nincs adatunk számottevő izraelita népességről, hiszen a népszámlálás idején még csak egyetlen zsidó házas férfit írtak össze, és 1850-ben is csak 11 izraelitáról tudott Fényes Elek, ráadásul az 1828. évi adóösszeírás idején csak egyetlen zsidó adózót vettek számba.
A falu egy további társadalmi sajátossága, hogy a térség más településeihez – különösen a szomszédos Fulókércshez és Csenyétéhez  – képest kevés nemes jogállású személy lakta;  II. József népszámlálása alkalmával csupán három férfi. A falu tisztán a Fáy család birtokának látszik: az úrbéri összeírás idején regisztrált, mintegy 8 telket alkotó, 229 hold területű föld tulajdonosa ennek a nemzetségnek három tagja (Fáy László, András és Mihály). A Fáy családnak a környék több más falujában (így Csenyétén, valamint Alsó- és Felsőgagyon ) is volt jobbágytelke és jobbágya, de a jelenlétük a nemzetség névadójának számító településen volt a leglátványosabb: a 18. század közepén épült barokk, majd a 19. század elején klasszicista stílusban továbbfejlesztett kúriájuk ma is áll.
A katolikus egyház korabeli anyakönyvéből az is kiderül, hogy ekkoriban élt már Fájon cigány (a latinul vezetett kötetben: zingarus) népesség is, és hogy a plébános nem csak a helyben lakó, hanem a környező falvakban élő hívek, elsősorban Fulókércs katolikusainak körében is szolgált (pl. temetést végzett) .

### 19. század
Fáj népessége a 19. század végén megközelítette a 400 főt (1880-ban 369 fő, 1900-ban 392 fő), és a lakóházak száma 70-re emelkedett. A születések aránya 1900 és 1910 között 34,8‰, a halálozásoké 19,9‰, a természetes szaporodásból származó többletet azonban (58 fő) az elvándorlás apasztotta. (Ebben az évtizedben 40–45-en költöztek el a faluból.)
A lakosság felekezeti összetételére a római katolikusok folyamatos többsége jellemző (1900-ban 254 fő, 65%), rajtuk kívül görögkatolikusok (83 fő), reformátusok (34 fő) és izraeliták (15 fő) éltek a faluban. Jelentős változás a dualizmus utolsó évtizedeiben az alfabetizáció terjedése: 1880-ban a népesség 24%-a, 1900-ban 51%-a (a 6 éven felüliek 62%-a) tudott írni és olvasni. Az elemi iskola fenntartója is megváltozott, mivel 1913-ban a katolikus népiskolát az állam vette át.
A lakosság megélhetését a földhasznosítás alakulása határozta meg. A Cserehát nagy kiterjedésű, összefüggő erdőségei Fáj, Litka és Szemere határában feküdtek, melyek területe a vizsgált településen a századfordulóig tovább növekedett (1865-ben 1344 kataszteri hold, 1895-ben 1689 hold, a faluhatár 50%-a). Az 1860-as években befejeződő határrendezés (a volt földesúr és a jobbágyok által közösen használt területek elkülönítése) után legelőket törtek fel és alakítottak szántókká, aminek a következtében 1865 és 1895 között az előbbiek területe 504 holdról 57 holdra csökkent, az utóbbiaké 942 holdról 1399 holdra emelkedett. A legeltethető területek apadása az állattartás lehetőségét korlátozta. A századfordulón alakult meg Fáj község állattenyésztőinek szövetkezete azzal a céllal, hogy az állományt biztosítsa, tenyészállatokat szerezzen be, valamint legelőket béreljen (az igazgatóság tagjai Kálnay Bertalan tanító, valamint Broda János és Tudós József voltak).
Ha a 19. századi lokális változásokat az egyéni és közösségi kapcsolatokban próbáljuk nyomon követni, akkor a birtokosokat kell említenünk. A település az évszázadok során az eredetüket a tatárjárásig visszavezető Fáy családdal forrott össze. Fáj a19. század elején grófi címet szerző Fáy Zsigmond, majd unokája, Fáy István (1807–1862) rezidenciája volt, aki az 1830-as évek elején Felső Magyarországi Muzsikai Egyesületet alapított, és birtokán évente háromszor négynapos Muzsikai Akadémiát szervezett, melyeken a környező települések földesurai és hivatásos zenészek is felléptek. A gróf a jobbágyairól sem feledkezett meg, számukra lóversenyeket tartott, hogy a „jutalmak által a lótenyésztésre és a gondosabb nevelésre” ösztönözze őket.
A zeneszerző Fáy István a verbunkos zene múltját és hagyományait kutatta, a nemzeti színjátszást és a művészeteket pártfogolta, birtokát azonban elhanyagolta (a földeket árendába adta) és az adósságai az 1850-es években csődbe juttatták. Az ősi domínium leányágon öröklődött. Előbb nővére, Fáy Mária, majd Meskó Zenaide (gróf Péchy Manóné), Péchy Jacqueline (gróf Zichy Rezsőné), utóbb Zichy Klára (gróf Hadik-Barkóczy Endréné) tulajdonába került, akik nem éltek a településen (a parasztok számára már a nevük kiejtése is nehézségekbe ütközhetett). A 2600 kataszteri holdas, a falu határának 77%-át elfoglaló birtokot a 19. század végén Grósz Sámuel bérelte, a község életét meghatározó fordulat Zichy Klára nevéhez fűződik: 1904-ben a több falu határában fekvő uradalmat parcellázta, így az ősi Fáy-földek nagy része a parasztok tulajdonába került. (1913-ig az erdőterület 1689 holdról 1034 holdra csökkent.)

### 20–21. század
Fáj 1910-ben Abaúj-Torna vármegye Csereháti járásához tartozott. A kisközség 3 360 kat. holdon (= 1 933 hektár) terült el, lakosainak száma 413 volt. Az egyetlen tót kivételével teljes egészében magyar anyanyelvű faluban sokféle egyház képviseltette magát. A vezető felekezetet adó 302 fős római katolikus közösség mellett 72 görögkatolikus, 29 református, 9 izraelita és 1 evangélikus hívő élt a községben.[71] A lakosság túlnyomó többsége a mezőgazdaságban talált megélhetést, amiben változás az 1960-as évektől kezdődött.
A vesztes első világháborút lezáró trianoni békeszerződés közigazgatási változásai következtében Fáj az Encsi járás részévé vált. A település lélekszáma a háborús évek ellenére 1920-ra jelentősen, 461 főre növekedett, s közben némileg emelkedett a nem magyar anyanyelvű lakosok (6 német és 2 tót) száma. Vallási téren az izraelita (6 fő) kivételével valamennyi felekezet gyarapodást mutatott: 340 római katolikus, 81 görögkatolikus, 30 református és 4 evangélikus élt a községben. 1941-re a falu további számottevő növekedést produkált, lélekszáma ekkor már 510 fő volt. A magyarok mellett 9 szlovák és 1 cigány anyanyelvű lakost jegyzett fel a statisztika, valamint 380 római katolikus, 97 görögkatolikus, 31 református és 2 evangélikus hívőt, de már egyetlen izraelitát sem. Az egykori zsidó közösség létének bizonyítékai a mai köztemető feletti kaszált réten található sírok.
A két világháború között működött a faluban állami elemi iskola, amit 1913-ban építettek. A község nagybirtokosa, közel másfélezer hold tulajdonosa dr. Vitéz Győző volt. Rajta kívül Külkey Gyula rendelkezett jelentős földterülettel, 150 holdja a középbirtokosok közé emelte. Hangya szövetkezet 1920-ban alakult, s 1921-ben 1,5 millió koronás forgalmat bonyolított. Nincs adat arról, hogy hogyan érintette az első világháború Fáj község lakóit, de a második világháborús hősi halottak névsorát emlékmű őrzi: Broda András, Burkus János, Laczkó András, Lukács Gyula, Lukács István, Lukács Simon, Simon István, Takács László, Tudós József és Vitéz János.

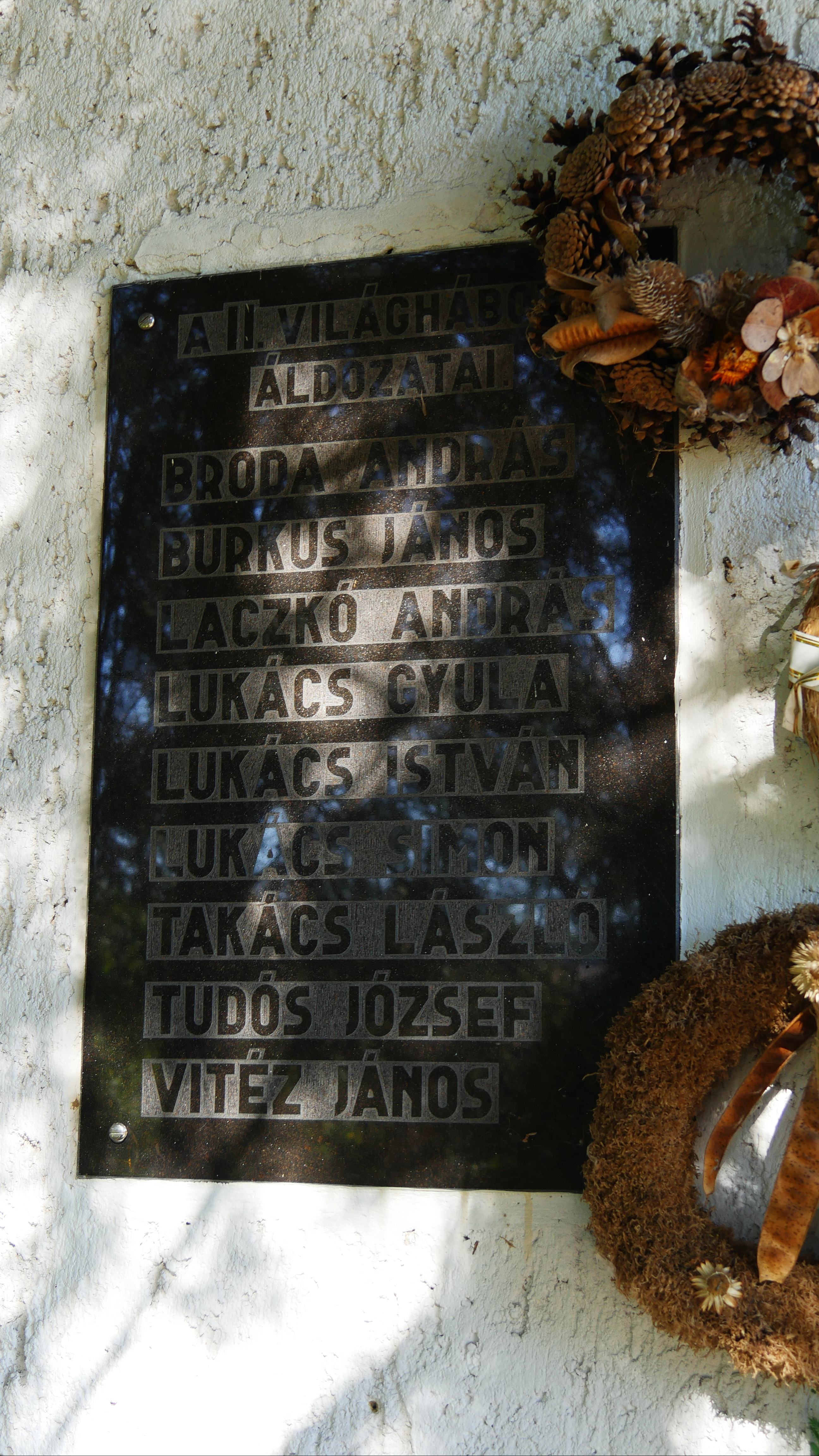
A II. világháború áldozatainak emléktáblája a temetőben

Fáj lakói számára 1944. december 16-án a román katonaság bevonulásával ért véget a második világháború. Az 1949. évi népszámlálás 524 lelket talált a községben, kiknek többsége, 74,2%-a, továbbra is római katolikus hívő volt. Őket követték a görögkatolikusok 19,8%-kal és a reformátusok 5,3%-kal. A lakosság 0,6%-a egyéb felekezethez tartozóként nyilatkozott. A szocializmus idején a falu népességszáma folyamatosan hanyatlott, 1990-ben már csak 218 fős volt a lakónépesség.
A nagybirtokrendszer megszüntetéséről szóló 1945. márciusi kormányrendelet értelmében Fájon is végrehajtották a földosztást. A földosztó bizottság elnöke Madarasi János volt, tagjai Lukács Miklós, id. Jámbor István és Magyar László. 1949-ben földbérlő szövetkezet alakult Zsiga János vezetésével 750 hold területen. Ez volt az előde az 1950-ben létrejött Kossuth Termelőszövetkezetnek. Ebben az évben – november 1-én – alakult meg a községi tanács is Pelles József elnökletével. A Kossuth téesz 1956-ban feloszlott, majd 1959. március 5-én Béke Mg. tsz. néven újjáalakult. Végül 1970. január 1-én csatlakozott a fulókércsi Úttörő Mezőgazdasági Termelőszövetkezethez.
Az 1956-os forradalmi események október 27-én érték el Fájt, amikor héttagú munkástanács alakult. Kozák István vb elnök már a forradalom kitörése előtt kérvényezte munkaviszonya megszüntetését, s új elnökké Jámbor Istvánt választották. Valószínűleg a munkástanács elnöke is ő lett. December végén feloszlott a Kossuth Termelőszövetkezet, majd 1957 januárjában Jámbort menesztették. A község új vezetője Kondás László lett. Időközben megalakult a helyi MSZMP alapszervezet is, melynek titkári feladatait Mitró János látta el. A forradalom leverését követő letartóztatásokra Fájon nem került sor.
A falu korábbi nagybirtokosa, dr. Vitéz Győző, 1945 után néhány évig még a községben élt. A szocializmus idején hajdani kastélya központi szerepet játszott Fáj életében. Az épület adott otthont a községi tanácsnak, a téesz irodának, a könyvtárnak, a művelődési otthonnak, a párthelyiségnek, a postahivatalnak, de egy tanterem, valamint állatorvosi és védőnői szolgálati lakás is helyet kapott benne. A faluban egy, majd az 1960-as évek közepétől két tanteremben folyt az oktatás, általában két pedagógus irányításával. A tanulók száma eleinte nőtt, az 1945/46-os tanév 70 fős létszámáról 1962/63-ra 102 főre emelkedett, de 1968/69-ben már visszaesett 76-ra. Az 1–4. és az 5–8. osztályokban is osztatlan rendszerben tanítottak. Az intézmény igazgatásilag a szemerei általános iskolához tartozott.
A második világháború utáni közigazgatási átszervezés eredményeképpen 1950-től Fáj Borsod-Abaúj-Zemplén megye Encsi járásának szemerei körjegyzőségéhez tartozott Fulókérccsel, Litkával, Pusztaradvánnyal és Szemerével együtt, majd 1968 végétől Fulókércs székhellyel a két település községi közös tanácsot szervezett. 1970-ben csatlakozott hozzájuk Litka és Szemere is. A Fulókércs székhelyű közös tanács 1977-ben megszűnt és Szalaszend központtal alakult Fájt, Fulókércset, Litkát, Szemerét és Szalaszendet magában foglaló községi közös tanács, melyet 1984-től Encs városkörnyéki községgé nyilvánítottak. A rendszerváltást követően, 1991-ben Fáj a Fulókércsi körjegyzőség része lett Fulókérccsel és Litkával.
A szocializmus idején jellemző népességfogyás megszűnt, s a rendszerváltás óta eltelt három évtizedben Fáj gyarapodásnak indult. 2020. január 1-én a község lakónépessége 450 fő volt. A 2011. évi népszámlálás alkalmával a lakosság 100,0%-ban magyarnak és 1,9%-ban cigánynak vallotta magát. Vallási tekintetben a római katolikusok 87,2%-kal megmaradtak vezető felekezetként, mindössze 1,6% volt a református és 1,1% a görögkatolikus hívők aránya. Ugyanakkor 5,4% felekezeten kívülinek mondta magát, míg 4,6% nem élt a válaszadás lehetőségével.
Fáj népessége elöregedő, magas a romák aránya, és a munkanélküliség országos átlag feletti. A háziorvosi szolgálatot a szalaszendi körzeti orvos látja el. A fog-, gyermek- és szakorvosi ellátás Encsen biztosított. A legközelebbi kórház Szikszón, mintegy 40 km-re, vasútállomás Mérán, 10 km-re található. Az óvodás és az 5–8. osztályba járó gyerekek a szemerei intézményeket látogatják, míg az 1–4. osztályosok oktatása helyben történik. A település közös önkormányzati hivatalt fenntartó község, a hivatal székhelye Szalaszend. Fájon nemzetiségi önkormányzat nem működik.

## Közélete

### Polgármesterei
- 1990–1994: Lőrincz László (független)[90]
- 1994–1998: Meczó István (független)[91]
- 1998–2002: Meczó István (független)[92]
- 2002–2006: Broda Lajosné (független)[93]
- 2006–2010: Broda Lajosné (független)[94]
- 2010–2014: Dávid József (független)[95]
- 2014–2019: Dávid József (független)[96]
- 2019–2024: Tóth Attiláné (független)[97]
- 2024– : Dávid József (független)[1]

## Népesség
A település népességének változása:
| Lakosok száma | 372  | 395  | 426  | 451  | 450  | 452  | 468  |
|               | 2013 | 2014 | 2015 | 2021 | 2022 | 2023 | 2024 |

2001-ben a település lakosságának 97%-a magyar, 3%-a cigány nemzetiségűnek vallotta magát.
A 2011-es népszámlálás során a lakosok 100%-a magyarnak, 1,9% cigánynak mondta magát (a kettős identitások miatt a végösszeg nagyobb lehet 100%-nál). A vallási megoszlás a következő volt: római katolikus 87,2%, református 1,6%, görögkatolikus 1,1%, felekezeten kívüli 5,4% (4,6% nem válaszolt).
2022-ben a lakosság 98%-a vallotta magát magyarnak, 87,1% cigánynak, 0,4% bolgárnak, 0,4% örménynek, 0,2-0,2% görögnek, románnak, ruszinnak és szerbnek (2% nem nyilatkozott; a kettős identitások miatt a végösszeg nagyobb lehet 100%-nál). Vallásuk szerint 91,6% volt római katolikus, 0,7% református, 0,4% görög katolikus, 2% felekezeten kívüli (5,3% nem válaszolt).

## Környező települések
Fulókércs (3 km), Litka (5 km), Novajidrány (8 km), a legközelebbi város: Encs (15 km).

## Nevezetességek
Fáy-kastély

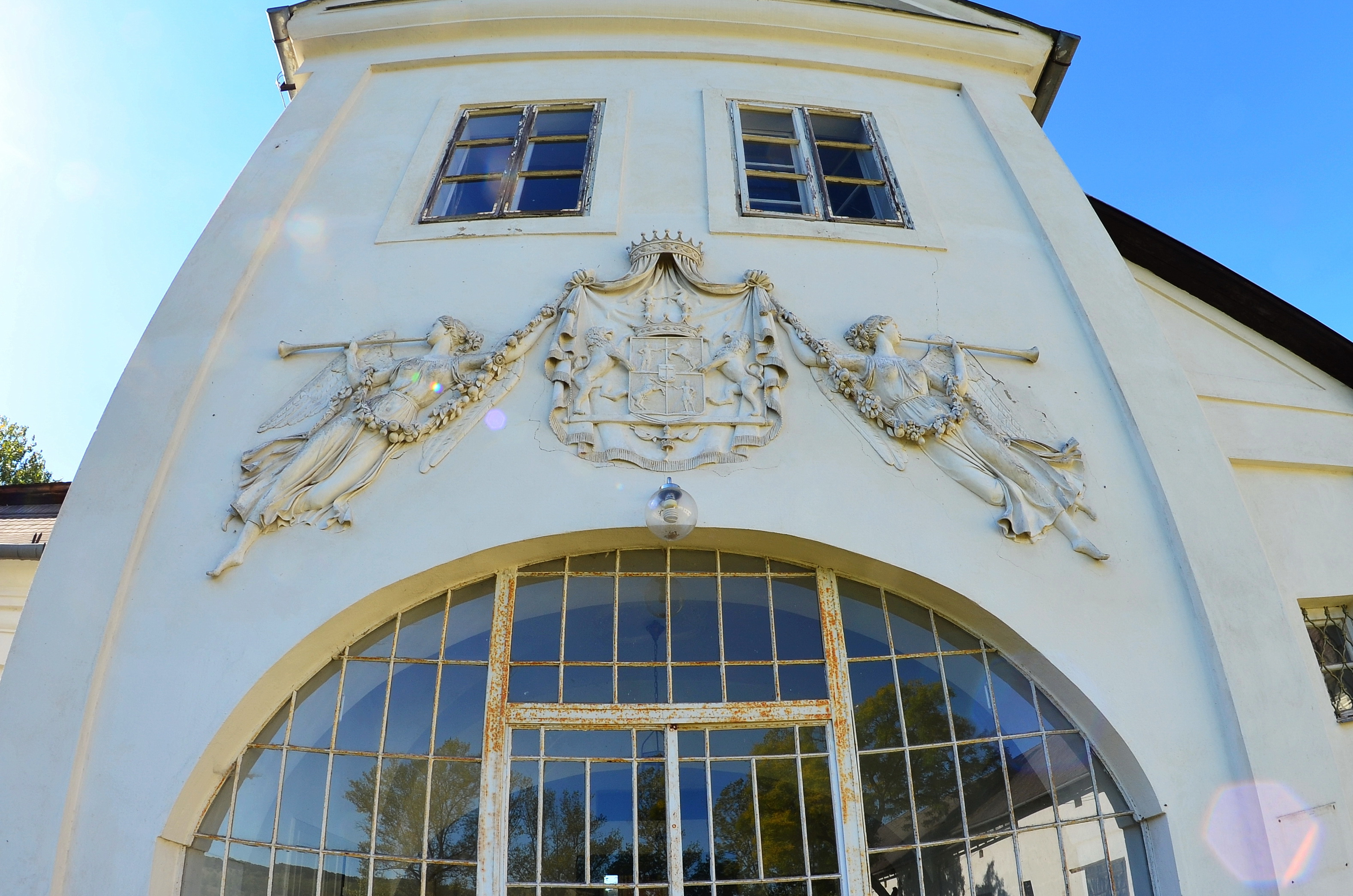
Fáy címer a kastély homlokzatán

A barokk kastély magját a Fáy család által 1750 körül épített épület egykori nemesi kúriájának alapjai alkotják, amelyet 19. században klasszicista stílusban építettek át. A mai épület U alaprajzú, cour d'honneur-ös elrendezésű kastély, manzárdtetős épület, amelynek jobb szárnya előtt hosszú gazdasági épület húzódik, amelyet magtárként és gazdasági épületként használtak. A park felé néző, déli homlokzatot az 1930-as években neobarokk stílusban alakították át. Ennek enyhén kiugró középső részét egyszerű, a Fáy címerrel kitöltött timpanon díszíti, a középső három tengely előtt műkőbábos terasz áll. A nagyteremben Marco Casagrande olasz szobrász 1844–1845 között készült klasszicista stukkó domborművei láthatók. 1900 körül készültek az épületben ma is föllelhető cserépkályhák, amelyek neobarokk, szecessziós és neocopf stílusjegyeket viselnek magukon. A kastély körül korábban kis méretű tájképi park húzódott. A kastélyparkban eredetileg egy kis méretű tavat tápláló vízfolyás is fellelhető volt.
Az épület az 1990-es évek közepétől a Műemlékek Nemzeti Gondoksága vagyonkezelésben áll.
2007-ben itt forgatták a Márió, a varázsló című filmet, Franco Nero főszereplésével.
A kastély állapota fokozatosan romlik. Eredetileg szerepelt a Nemzeti Kastélyprogram listáján, de 2016-ban a programot felülvizsgálták, és akkor indoklás nélkül kivették a felújítandó műemlékek közül.